# Windham megye (Vermont)
Windham megye az Amerikai Egyesült Államokban, azon belül Vermont államban található. Megyeszékhelye Newfane, legnagyobb városa Brattleboro. Lakosainak száma 45 905 fő (2020. április 1.). Windham megye Windsor, Sullivan, Cheshire, Franklin és Bennington megyékkel határos.

## Népesség
A megye népességének változása:
| Lakosok száma | 44 504 | 44 237 | 44 040 | 43 857 | 43 386 | 45 905 |
|               | 2010   | 2011   | 2012   | 2013   | 2015   | 2020   |